# 市川右田六
市川 右田六（いちかわ うたろく、1993年10月8日 - ）は歌舞伎役者。市川右團次一門。
本名岩出隼門。長野県岡谷市出身。

## 経歴
岡谷市生まれ。
2000年 - 岡谷市立若草保育園卒。この頃より藤間微豊華氏に師事。2006年  岡谷市立神明小学校卒。2009年  岡谷市立岡谷北部中学校卒。2009年  長野県岡谷東高等学校入学。2011年  国立劇場第20期歌舞伎俳優研修入所。2013年3月  研修修了。
2013年4月 初代市川右近（現・三代目市川右團次）に入門。市川喜美介を名乗る。2013年 金丸座『京人形』大工役にて初舞台。2017年1月 新橋演舞場『源平布引滝』義賢最期の軍兵役で市川右田六を名乗る。
2021年3月～ 岡谷市観光大使。2023年1月 新橋演舞場 初春歌舞伎公演「SANEMORI」今井兼平役。

## エピソード
- 幼少期よりスーパー歌舞伎等、二代目市川猿翁（三代目市川猿之助）の舞台を観るうちに歌舞伎界を目指すようになった。